# Томицкий, Юзеф
Юзеф Мария Томицкий (пол. Józef Maria Tomicki; 22 января 1863 — 22 января 1925) — польский инженер-электротехник, руководил строительством Львовского трамвая, а также в 1896—1925 годах возглавлял «Городские учреждения электрические» в Львове.

## Биография
Достоверной информации о месте рождения Юзефа Томицького нет: по данным исследователя истории электрификации Львовщины Андрея Крыжановского, Юзеф Томицкий происходит из Белой Церкви на Киевской области, однако в некрологе местом рождения указан Познань.
Юзеф Томицкий изучал электротехнику в Техническом университете города Карлсруэ, кроме того учился в университете Бонна. После окончания учёбы работал на строительстве железной дороги Вена — Баден-Баден. Также работал на сооружении метрополитена в Будапешт.
В 1894 году переехал во Львов, где работал в фирме Siemens & Halske и руководил строительством электростанции, трамвайной линии и трамвайного депо. В 1896 году возглавил «Городские учреждения электрические», в состав которых входила городская электростанция и Львовский трамвай.
Проживая во Львове, Юзеф Томицкий принимал деятельное участие в работе Политехнического общества и основал в нём в 1908 году электротехническую секцию.
В апреле 1906 года Юзеф Томицкий разработал и представил львовскому магистрату проект развития трамвайной сети Львова. По этому проекту расширения трамвайной сети должно было осуществляться в три этапа: на первом этапе должны были быть построены линии электрического трамвая по центральному проспекту к оперного театра, по улицам Зеленой и Кохановского (ныне Костя Левицкого) к Лычаковского кладбища, по современной улицы Свенцицкого в парке Железная Вода, по улицам Крестцовой (ныне Генерала Чупрынки) и 29 ноября (ныне Коновальца), а также ветка к Высокому Замку.
Второй этап предусматривал реконструкцию линий конного трамвая и развитие трамвайной сети в районе Замарстынова и на Подзамче с сооружением на Гавриловке нового трамвайного депо.
Третий этап включал строительство трамвайной линии в поселок пригородное Брюховичи.
Для питания новых трамвайных линий планировалось построить новую городскую электростанцию в районе села Белогорща, к которой тоже должна была быть проложена трамвайная линия.
После рассмотрения магистратом проект Томицького претерпел определённых изменений, в частности, новую городскую электростанцию решили строить на Персенковке. Новую городскую электростанцию построили в 1907—1910 годах под руководством Юзефа Томицкого.
В 1909 году Юзеф Томицкий предложил львовскому магистрату проект сооружения во Львове линий «безрельсового электрического омнибуса», то есть троллейбуса. Учитывая сложный рельеф местности, было предложено вместо трамвайной линии до Высокого Замка построить троллейбусную. Также было предложено построить троллейбусные линии от трамвайного депо до верхней части Стрыйского парка по улицам Кадетской (ныне Героев Майдана) и Стрыйской, а также по улицы Городоцкой к Богдановке. Однако проект строительства троллейбусных линий во Львове не был утвержден магистратом, поэтому до Высокого Замка проложили трамвайную линию.
В 1920-х годах Юзеф Томицкий был вице-президентом Международной трамвайной ассоциации.
После смерти единственного сына Станислава здоровье Юзефа Томицкого ухудшилось, и он уехал на лечение в город Мерано в Италии, где и умер 22 января 1925 года от сердечного приступа. Похоронен в Кракове в семейном склепе.
В честь Юзефа Томицкого во Львове была переименована часть улицы Коперника (от современной улицы Бандеры до старейшего трамвайного депо на перекрестке современных улиц Витовского и Сахарова).
Жена Юзефа Томицкого, Ядвига Петражицкая-Томицкая (1863—1931), — известная польская писательница.